# Hancock (Michigan)
Hancock is een plaats (city) in de Amerikaanse staat Michigan, en valt bestuurlijk gezien onder Houghton County.

## Demografie
Bij de volkstelling in 2000 werd het aantal inwoners vastgesteld op 4323.
In 2006 is het aantal inwoners door het United States Census Bureau geschat op 4173, een daling van 150 (-3.5%).

## Geografie
Volgens het United States Census Bureau beslaat de plaats een oppervlakte van
7,4 km², waarvan 6,5 km² land en 0,9 km² water. Hancock ligt op ongeveer 346 m boven zeeniveau.

## Plaatsen in de nabije omgeving
De onderstaande figuur toont nabijgelegen plaatsen in een straal van 20 km rond Hancock.